# Андрущенко, Николай Дмитриевич
Андрущенко Николай Дмитриевич (род. 19 декабря 1935, Кривой Рог, Днепропетровская область) — советский и украинский художник, Народный художник Украины (1998).

## Биография
Родился 19 декабря 1935 года в посёлке рудника Октябрьский (ныне в черте города Кривой Рог) Криворожского района Днепропетровской области.
В 1956 году окончил Днепропетровское художественное училище.
В 1956—1957 годах — учитель рисования и черчения в средней школе в городе Пятихатки Днепропетровской области.
В 1957—1958 годах — художник в художественных мастерских Художественного фонда УССР в городе Кривой Рог.
В 1964 году окончил Львовский государственный институт прикладного и декоративного искусства по специальности монументально-декоративная живопись. Учителя по специальности М. Погребняк, Р. Сельский, В. Манастырский.
В 1964—1986 годах — живописец-монументалист Львовского художественно-производственного комбината.
Член Союза художников Украины с 1968 года.
В 1986—1988 годах — директор детской художественной школы в городе Львов.
В 1988—1992 годах — вновь живописец-монументалист Львовского художественно-производственного комбината.
С 1991 года — доцент кафедры живописи во Львовском государственном институте прикладного и декоративного искусства. С 1992 года — профессор кафедры монументальной живописи во Львовской национальной академии искусств.

## Творческая деятельность
Работает в области монументальной, декоративной и станковой живописи.

### Выставки
Участник выставок: республиканских с 1966 года, всесоюзных с 1968 года и персональных с 1985 года. Персональные выставки: Львов (1985, 1995), Ивано-Франковск (1986), Киев (1997).
- в Национальном художественном музее Украины (Киев, 1996);
- Всеукраинская художественная выставка (Киев, 2002),
- Всеукраинская выставка «Живописная Украина» (Львов, 2003);
- Всеукраинская выставка ко дню рождения Т. Г. Шевченко (Киев, 2004);
- в галерее «Художественное собрание» (Киев, 2010).

### Основные произведения
- Музыка (1966);
- Натюрморт (1966);
- Ремонт (1966);
- На полевом стане (1966);
- Во дворе (1967);
- Портрет женщины (1967);
- Подсолнухи (1968);
- Винничанка (1969);
- Мать (1971);
- Баба Килина (1971);
- Известная доярка (1973);
- Беседа (1990);
- настенная роспись Дворца культуры в городе Моршин (1990);
- Абстрактная композиция (1992);
- Натюрморт с прялкой (1992);
- Дорога жизни (1993).

Произведения хранятся в Киевском национальном музее, Львовском национальном музее, частных коллекциях Украины и за рубежом.

## Награды
- Заслуженный художник Украинской ССР (1989);
- Народный художник Украины (26 октября 1998)[1].